# Държавно устройство на Ватикана
Ватиканът е абсолютна теократична изборна монархия. Държавен глава на Ватикана е папата. В неговите ръце е съсредоточена законодателната, изпълнителната и съдебната власт. Папата се избира от кардиналски конклав и изпълнява функциите на държавен глава пожизнено.
Ватиканът е независима държава и като такава има всички атрибути на държава, съгласно международното право – поддържа дипломатически отношения с други държави, има собствени посолства и дипломатически мисии, международни паспорти и т.н.

## Законодателна власт
Еднокамарна първосвещеническа комисия за града-държава Ватикана която се назначава от папата, работи като законодателна власт, предлага законодателство и политика към папата. Преди влизане в сила, законите и политиките, приети от Комисията, трябва да бъде одобрена от папата, чрез секретариата на държавата, и да бъде публикувана на италиански език.

## Съдебна власт
Папата на съдебната власт се упражнява чрез префекта на Върховния съд на апостолическо подписване, тъй като той обикновено служи като председател на Касационния съд на Ватикана, както и декан на Sacra Rota за председател на Апелативния съд на Ватикана. Всъщност, повечето престъпления са преследвани от и третират в съдилищата на от Италия, по споразумение между Ватикана и италианското правителство.